# Stowe-by-Chartley
Stowe-by-Chartley – wieś i civil parish w Anglii, w Staffordshire, w dystrykcie Stafford. W 2011 roku civil parish liczyła 418 mieszkańców.